# Машовець Сергій Олександрович
Машовець Сергій Олександрович (20 червня 1989 року, м. Київ,  — 14 березня 2022, с. Горенка, Бучанський район, Київська область) — український громадський діяч, учасник Революції Гідності, один із засновників і голова ГО "Національний парк збереження та збагачення флори і фауни "Осокорки", член партії Національний Корпус, помічник очільника видавництва «Орієнтир», доброволець Окремого полку спеціального призначення ЗСУ "Азов".

## Життєпис
Народився у м. Київ 20 червня 1989 року. З 2006 по 2011 року навчався в Національному Авіаційному Університеті на факультет наземних споруд і аеродромів за спеціальністю "будівництво та реконструкція доріг аеродромів". В 2009-2011 роках в тому ж вищому навчальному закладі здобув другу освіту за спеціальністю "економіка підприємства".
В 2010 році закінчив військову кафедру при НАУ і отримав військове звання молодшого лейтенанту (запасу).
В 2012-2013 роках працював у компанії Міністерства оборони України Укрвійськбуд на посаді інженера кошторисної справи.
Брав участь у Революції Гідності 2013-2014 років.
Після перемоги Революції Гідності та початку російської-української війни, в 2014 році, долучився до волонтерського руху, допомагав добровольчим підрозділам, в тому числі батальйону "Азов". В серпні 2014 року за ініціативи мешканців Дарницького району м. Києва був створений благодійний фонд "Разом до перемоги", президентом якого став Сергій Машовець.
В 2015-2016 роках, паралельно з діяльністю благодійного фонду, працював у комунальному підприємстві "Керуюча компанія з обслуговування житлового фонду Печерського району" на посаді інженера.
В 2015 році долучився до Цивільного Корпусу "Азов" - об'єднання волонтерів, які здійснювали системну підтримку Окремому загону спеціального призначення Азов Національної Гвардії України. В 2016 році долучився до Національного Корпусу - української націоналістичної партії, яка виникла на основі Цивільного Корпусу "Азов".
У 2016 р. Сергій Машовець очолив київське ОСББ Ревуцького 19\1, будинку в якому проживав. В 2017 р., згуртувавши місцевих мешканців, він не допустив незаконного будівництва АЗС поруч з будинком. Протистояння між забудовником і місцевою громадою було дуже гострим - час від часу відбувалися сутички між представниками забудовника, поліцією та місцевими мешканцями. Тоді ж, у 2017 р., мер Києва Віталій Володимирович Кличко публічно став на бік місцевої громади, але це не зупинило протистояння з забудовником. Однак на брифінгу 05.02.2018 р. Сергій Машовець заявив, що Віталій Кличко не надав жодної допомоги місцевій громаді, яка зібрала 1520 підписів проти будівництва АЗС. Гаряча фаза конфлікту тривала аж до 2019 р., тоді Сергію Машовцю, як очільнику протесту місцевої громади, поступали погрози життю і здоров'ю, але не зважаючи на це, скандальна АЗС так і не була збудована поблизу його будинку .
В 2021 р. Сергій Машовець став співзасновником ГО «Національний парк збереження та збагачення флори і фауни "Осокорки". Ось як описував мету своєї екозахисної діяльності Сергій:
Ми займаємося створенням регіонального ландшафтного парку навколо озера Тягле та Осокорківських луків. Ці території вільні від забудови, вони не перебувають в оренді у забудовників. Там не проводяться жодні будівельні роботи. Місцевість запущена і зараз не пристосована для прогулянок. Ми робимо все можливе, щоб привести її до ладу
В жовтні 2021 р. ГО "Національний парк збереження та збагачення флори і фауни "Осокорки" презентувала свій проект, який отримав підтримку у місцевої влади Києва - про офіційну позицію підтримки проекту на спільному брифінгу заявив перший заступник голови Київської міської держадміністрації Микола Поворозник. Замість стихійного звалища навколо озера Тягле на Осокорках мав з'явитися затишний парк.
Концепція парку, до розробки якої були залучені усі охочі, була презентована Сергієм Машовцем. і полягала в наступному:
Наша громадська ініціатива пропонує створити парк, який стане перлиною всього Києва, а наявність озера Тягле в центрі парку дає великий рекреаційний потенціал. Крім того, територія парку межує з житловою забудовою і добре інтегрується в структуру міста… Багатофункціональний парк стане унікальним об’єктом, який будуть відвідувати близько 3 млн людей на рік. Облаштування парку дасть можливість створити якісний та комфортний простір для всіх
Не лишався Сергій Машовець і осторонь всеукраїнських проблемних питань - у 2021 році він взяв участь в організації у Києві експертного круглого столу з обговорення всеохоплюючої стратегії звільнення тимчасово окупованих Росією територій України - "Крим і Донбас: шляхи повернення".
Починаючи з грудня 2021 року, силами місцевих мешканців, ГО "Національний парк збереження та збагачення флори і фауни "Осокорки" і комунальників, територія навколо озера Тягле почала очищуватися від будівельного та побутового сміття, перетворюючись на безпечну і доступну природну зону для відпочинку.
Крім екологічної та правозахисної діяльності Сергій Машовець на волонтерських засадах брав участь у роботі першого українського ветеранського видавництва «Орієнтир». 
Повномасштабне вторгнення армії РФ до України зупинило процес реалізації екологічно-захисного проекту Сергія Машовця. Вже 25 лютого 2022 року він долучився до батальйону ТРО "Азов-Київ", який у березні того ж року був розгорнутий до окремого полку спеціального призначення ЗСУ "Азов". Спочатку він був бійцем 4-ї роти ТРО "Азов-Київ", а в березні став помічником керівника секції G5 штабу ОПСП ЗСУ "Азов", яка відповідала за військово-цивільну співпрацю і головним завданням мала побудову лінії оборони на північному заході Києва.
12 березня 2022 року Сергій Машовець оформив свій цивільний шлюб офіційно та одружився з коханою, про це він розповів журналістам у своєму останньому прижиттєвому інтерв'ю 13 березня (інтерв'ю знімалося на дорозі поблизу с. Горенка Київської обл.). 
14 березня 2022 року Сергій Машовець загинув в районі селища Горенка на Київщині внаслідок обстрілу російської реактивної артилерії. Разом з ним загинув Кравченко Микола Сергійович, співзасновник ТРО "Азов-Київ", ідеолог Азовського руху і засновник Видавництва Орієнтир.
У Сергія Машовця лишилася дружина Ірина та 2 доньки.
У жовтні 2023 на будинку в Дарницькому районі Києва де мешкав Сергій відкрили мурал та меморіальну дошку .